# Блез Матуиди
Блез Матуиди (фр. Blaise Matuidi; 9. април 1987) бивши је француски фудбалер и репрезентативац.

## Каријера
Године 2004. Матуиди је потписао за фудбалски клуб Троа, а дебитовао је исте сезоне. Након три сезоне са Троом, Матуиди се придружио Сент Етјену, који је играо у европском такмичењу Куп УЕФА. У сезони 2009/2010 постао је капитен тима. У јулу 2011, након четири сезоне са Сент Етјеном, Матуиди се преселио у Париз Сен Жермен потписавши трогодишњи уговор. Од 2017. наступа за „стару даму”, торински Јувентус.

## Репрезентација
Матуиди је играо за младу репрезентацију Француске до 19 и 21 године. Дебитовао је за сениорску репрезентацију у квалификационом мечу против Босне и Херцеговине у септембру 2010. и од тада је играо на неколико европских и светских првенстава. Освојио је друго место на Европском првенству у Француској 2016. године. Био је у саставу Француске за Светско првенство 2018. године у Русији.

## Статистика каријере

### Репрезентативна
Ажурирано 14. октобра 2019.
| Тим       | Год.   | Наступи | Голови |
| --------- | ------ | ------- | ------ |
| Француска | 2010   | 1       | 0      |
| Француска | 2011   | 3       | 0      |
| Француска | 2012   | 5       | 0      |
| Француска | 2013   | 10      | 0      |
| Француска | 2014   | 13      | 4      |
| Француска | 2015   | 9       | 2      |
| Француска | 2016   | 14      | 2      |
| Француска | 2017   | 7       | 1      |
| Француска | 2018   | 15      | 0      |
| Француска | 2019   | 7       | 0      |
| Укупно    | Укупно | 84      | 9      |

## Трофеји
Париз Сен Жермен
- Првенство Француске (4) : 2012/13, 2013/14, 2014/15, 2015/16.
- Куп Француске (3) : 2014/15, 2015/16, 2016/17.
- Лига куп Француске (4) : 2013/14, 2014/15, 2015/16, 2016/17.
- Суперкуп Француске (5) : 2013, 2014, 2015, 2016, 2017.

Јувентус
- Првенство Италије (2) : 2017/18, 2018/19.
- Куп Италије (1) : 2017/18.
- Суперкуп Италије (1): 2018.